# Класическа механика
Класическата механика е дял на физиката, обхващащ механиката на макроскопични обекти, движещи се с относително ниски скорости – от проектили до части на машини и астрономически обекти. Закономерностите на класическата механика са приложими в определени граници – при много малки обекти те трябва да се заменят с тези на квантовата механика, а при скорости, близки до скоростта на светлината – с тези на релативистичната механика. За обекти в границите на приложимост на класическата механика е възможно, при известно настоящо състояние, да се предвиди движението им в бъдещето и в миналото.
Изследването на движението на различни тела започва още от Древността, а формирането на класическата механика като цялостна теория е сред първите резултати на Научната революция през XVII век. Нейната първа формулировка е Нютоновата механика, обхващаща физическите концепции от фундаменталните трудове на Исак Нютон и математическите методи, разработени от учени като Готфрид Лайбниц, Жозеф-Луи Лагранж и Леонард Ойлер, и използвани за описването на движението на тела под действието на сили. През XVIII и XIX век се развиват по-абстрактни методи, базирани на аналитичната механика, които водят до нови формулировки на класическата механика, известни като Лагранжова механика и Хамилтонова механика. С известни изменения те продължават да се използват във всички области на съвременната физика.
Теорията на класическата механика дава точни резултати, докато сферата на проучване се ограничава с големи, но не прекалено масивни обекти, и свързаните скорости не се доближават до скоростта на светлината. Когато размерите на изследваните обекти станат достатъчно малки – около диаметъра на един атом – става необходимо да се въведе друга основна подобласт на механика – квантовата механика. При явления със скорости, приближаващи се до скоростта на светлината, класическата механика отстъпва място на специалната теория на относителността, а когато изследваните обекти са изключително масивни, приложима става общата теория на относителността.

## Раздели
Класическата механика се разделя на различни подобласти, като за това могат да се използват различни критерии. Традиционно тя е разделяна на три подобласти:
- кинематика – описва движението на телата, без да отчита причините за това, като изучава траекториите им в евклидовото пространство като функция на времето
- динамика – изучава причините за възникване на движението на материалните тела в зависимост от приложените върху тях сили
- статика – изучава условията на равновесие на материалните точки или техните системи, намиращи се под въздействие на сили

От гледна точка на използваната математическа формализация класическата механика се дели на:
- Нютонова механика – описва зависимостите на теорията чрез сили, изхождайки от законите на Нютон
- Лагранжова механика – описва зависимостите чрез разликата между кинетична и потенциална енергия от гледна точка на принципа на най-малкото действие
- Хамилтонова механика – адаптация на Лагранжовата механика, използваща импулси вместо скорости

Приложните направления на класическата механика се разделят според областта на приложение, включително на:
- Небесна механика, изучаваща движението на наблюдаемите астрономически обекти
- Механика на непрекъснатите среди, изучаваща механиката на недискретни системи, включвайки механиката на флуидите (с подобласти като хидравликата и аеродинамиката) и земната механика
- Статистическа механика, разглеждаща движението на системи от множество взаимодействащи си обекти и служеща за основа на термодинамиката
- Техническа механика, насочена към приложението на механиката в машинното и строителното инженерство, включваща подобласти като теорията за съпротивление на материалите и строителната механика

## История
Класическата механика се заражда още в Древността, основно във връзка със строителството. Първият раздел на механиката, който се развива е статиката. Основите ѝ са положени от Архимед в III век пр.н.е. Динамиката като раздел на механиката започва да се развива едва през XVII век. Основите ѝ са положени от Галилео Галилей, който пръв решава задачата за движението на тяло под въздействие на сила. Той също така открива закона за инерцията и принципа за относителността на движението. Завършващите основи се поставят от Исак Нютон, който формулира трите основни закона на механиката и закона за всеобщото привличане.
През XVIII век се заражда и започва да се развива аналитичната механика. С приноси към класическата механика от това време са Ойлер, Лагранж, Бернули и Д'Аламбер. През XX век се появява нов термин – теория на хаоса и интересът на изследователите се премества към нелинейните ефекти.

## Основни елементи
В анализа на взаимодействието между различни обекти класическата механика използва различни опростени модели. Сред най-често използваните е този на материалната точка – обект, чиито размери се пренебрегват и той се разглежда като точка. Движението на такава материална точка може да се опише със съвсем малък брой параметри – нейното положение в пространството, масата ѝ и действащите върху нея сили.
Действителните обекти, изучавани от класическата механика, винаги имат ненулеви размери и по-сложно поведение от хипотетичните материални точки, заради допълнителните им степени на свобода. Например, докато положението в пространството на материална точка може да се определи изцяло чрез три координати, положението на топка включва и нейното завъртане спрямо координатните оси. Въпреки това закономерностите, получени за поведението на материални точки, могат да се използват и за изучаването на по-сложни обекти, като те се разглеждат като съвкупност от взаимодействащи си материални точки. Така в определени отношения сложният обект може да се разглежда като материална точка в неговия център на масите, а в други да се отчита и неговата структура като части от него се моделират като други материални точки. Например, при описване движението на Земята около Слънцето е удобно Земята да се смята за материална точка, докато при описване на тектоничните процеси се използват по-сложни модели.
Класическата механика изхожда от общоприети разбирания за съществуването и взаимодействията на материята. Тя приема, че материята и енергията имат определени и познаваеми свойства, като положение в пространството и скорост, както и че силите действат върху своите обекти без забавяне, дължащо се на отдалечеността между взаимодействащите си обекти.

### Положение в пространството и движение
| местоположение                    | m                    |
| ъглово положение/ъгъл             | безразмерно (радиан) |
| скорост                           | m·s−1                |
| ъглова скорост                    | s−1                  |
| ускорение                         | m·s−2                |
| ъглово ускорение                  | s−2                  |
| инерционен момент                 | kg·m2                |
| импулс                            | kg·m·s−1             |
| момент на импулса                 | kg·m2·s−1            |
| сила                              | kg·m·s−2             |
| момент на сила                    | kg·m2·s−2            |
| енергия                           | kg·m2·s−2            |
| мощност                           | kg·m2·s−3            |
| налягане и енергийна плътност     | kg·m−1·s−2           |
| повърхностно напрежение           | kg·s−2               |
| пружинна константа                | kg·s−2               |
| поток на енергия                  | kg·s−3               |
| кинематичен вискозитет            | m2·s−1               |
| динамичен вискозитет              | kg·m−1·s−1           |
| плътност                          | kg·m−3               |
| специфично тегло (weight density) | kg·m−2·s−2           |
| концентрация на частици           | m−3                  |

Положението на обектите в пространството се определя спрямо дадена координатна система с начало в произволна неподвижна отправна точка O. Проста координатна система може да опише положението на дадена материална точка P чрез вектор r от началото на системата O до точката P. В общия случай материалната точка може да не е неподвижна спрямо O. Когато P се движи спрямо O, векторът r може да се дефинира като функция на времето t. Описваната от тази функция пространствена крива се нарича траектория на обекта. В класическата механика пространството се счита евклидово, а времето се приема за абсолютно, еднородно, изотропно и течащо еднакво за всички наблюдатели.
Скоростта е промяната с времето на пространственото положение на даден обект, която се дефинира математически като производна на положението спрямо времето:
{\displaystyle \mathbf {v} ={\mathrm {d} \mathbf {r}  \over \mathrm {d} t}\,\!}.
Като производна на вектора на положението, скоростта също е векторна величина със своя големина и посока.
В класическата механика скоростите могат пряко да се събират и изваждат. Например, ако кола се движи на изток с 60 km/h и изпреварва друга кола, движеща се в същата посока с 50 km/h, от по-бавната кола движението на по-бързата се възприема като движение на изток с 60 − 50 = 10 km/h. В същото време от гледна точка на по-бързата кола, по-бавната се движи с 10 km/h на запад (често описвано като скорост от −10 km/h, като минусът обозначава противоположната посока). Скоростите могат да се събират като векторни величини и следват закономерностите на векторния анализ.
Ускорението е друга основна за кинематиката величина, която показва изменението на скоростта във времето. То също е векторна величина, която е първа производна на скоростта по времето и втора производна на положението в пространството по времето:
{\displaystyle \mathbf {a} ={\mathrm {d} \mathbf {v}  \over \mathrm {d} t}={\mathrm {d^{2}} \mathbf {r}  \over \mathrm {d} t^{2}}.}
Скоростта може да се променя както по големина, така и по посока. Когато векторите на скоростта и ускорението са колинеарни, обектът запазва посоката си на движение, а когато не са я променя. Големината на скоростта се увеличава, когато скаларното произведение на векторите на скоростта и ускорението е положително (проекцията на вектора на ускорението върху вектора на скоростта е с посоката на вектора на скоростта), и намалява, когато то е отрицателно (проекцията на вектора на ускорението върху вектора на скоростта е с противоположна посока спрямо вектора на скоростта). Движението с увеличаваща се големина на скоростта се нарича ускорително, а с намаляваща – забавително. Когато ускорението е нулев вектор, обектът се движи с постоянна скорост и посока.

### Отправни системи
Макар положението в пространството, скоростта и ускорението на даден обект да могат да се опишат от гледна точка на произволен наблюдател, намиращ се в произволно състояние на движение, в класическата механика обикновено се използват специфични отправни системи, в които природните закони могат да се изразят в относително прост вид. Такива са инерциалните отправни системи, в които обектите, подложени на нулева сумарна сила, остават в покой или се движат праволинейно и с постоянна скорост.
Ключов за използването на инерциалните отправни системи е начинът за тяхното идентифициране. За повечето практически приложения за инерциални могат да се смятат отправните системи, които не се ускоряват спрямо много отдалечени точки, като далечните звезди. Неинерциалните отправни системи се ускоряват спрямо дадена вече установена инерциална отправна система и намират приложение в релативистичната механика.
Връзката между траекториите на обектите в различни отправни системи се описва с Галилеевите трансформации. Ако имаме две отправни системи S and S' за наблюдател във всяка от тях дадено събитие би имало пространствено-времеви координати съответно (x,y,z,t) в система S и (x',y',z',t') в система S'. Приемайки, че времето протича еднакво във всички отправни системи и че в началния момент t = 0 x = x' when t = 0, както и че двете отправни системи се движат една спрямо друга с относителна скорост u в посока x, тогава отношението между пространствено-времевите координати на събитието в двете отправни системи е:
{\displaystyle x'=x-ut\,}
{\displaystyle y'=y\,}
{\displaystyle z'=z\,}
{\displaystyle t'=t\,.}
Галилеевите трансформации имат следните следствия:
- v′ = v − u (скоростта v′ на материална точка в системата S′ е по-ниска с u от скоростта v в системата S)
- a′ = a (ускорението на материална точка е еднакво във всяка отправна система)
- F′ = F (силите, действащи върху материална точка, са еднакви във всяка отправна система)
- В класическата механика скоростта на светлината не е константа и нейното особено положение в релативистичната механика няма аналог в класическата механика

Галилеевите трансформации са граничен случай на използваната в специалната теория на относителността група на Поанкаре, валиден за скорости u, много по-малки от скоростта на светлината. Това свойство определя приложимостта на класическата механика само при относително ниски скорости.
Използвайки Галилеевите трансформации, в класическата механика често се въвеждат специфични отправни системи, позволяващи по-простото решаване на определени задачи. При описването на неправолинейни траектории понякога се използват полярни координати, в които се дефинират допълнителните величини, като ъглова скорост и ъглово ускорение и фиктивни сили като центробежната сила.

### Сила и инертност
Централно място в динамиката и статиката заема концепцията за силите. Сила е всяко въздействие, което предизвиква промяна в скоростта (ускорение) на даден обект, и може да се дължи на различни свойства на материята, например на електромагнитно (създавано от движещи се електрически заряди) или гравитационно (създавано от гравитационна маса) поле. При всички природни явления силата, независимо от нейния произход, се проявява само в механичен смисъл – като причина за нарушаване на равномерното и праволинейно движение на дадено тяло в инерциална отправна система.
Английският физик Исак Нютон пръв описва математически връзката между сила и ускорение. Формулираният от него Втори закон е разглеждан от някои автори като дефиниция на величините сила и маса, докато за други той е фундаментален постулат. И при двете интерпретации законът има едни и същи следствия и една и съща математическа форма:
{\displaystyle \mathbf {F} ={\mathrm {d} \mathbf {p}  \over \mathrm {d} t}={\mathrm {d} (m\mathbf {v} ) \over \mathrm {d} t}.}
Величината mv се нарича импулс и, подобно на скоростта, ускорението и силата има векторен характер. Така сборът от всички действащи върху дадена материална точка сили е равна на скоростта на изменение във времето на импулса на материалната точка. Тъй като по определение ускорението е a = dv/dt, Вторият закон на Нютон често се записва и в опростената форма:
{\displaystyle \mathbf {F} =m\mathbf {a} \,.}
Ако действащите върху материалната точка сили са известни, Вторият закон на Нютон е достатъчен, за да се опише нейното движение. Когато въздействията върху нея са известни като функции на времето, тези функции могат да бъдат заместени в горните уравнения, за да се получи обикновено диференциално уравнение, наричано уравнение на движението.
Например, ако триенето е единствената сила, действаща върху движеща се материална точка, и то може да се представи като линейна функция на скоростта на точката:
{\displaystyle \mathbf {F} _{\rm {R}}=-\lambda \mathbf {v} \,,}
където λ е положителна константа, а знакът минус показва, че силата е противоположна по посока на скоростта, тогава уравнението на движението е:
{\displaystyle -\lambda \mathbf {v} =m\mathbf {a} =m{\mathrm {d} \mathbf {v}  \over \mathrm {d} t}\,.}
То може да се интегрира, при което се получава зависимостта:
{\displaystyle \mathbf {v} =\mathbf {v} _{0}e^{{-\lambda t}/{m}}}
където v0 е началната скорост на материалната точка. Това означава, че скоростта на точката намалява експоненциално във времето. Уравнението може да се интегрира още веднъж, за да се получи положението на точката r като функция на времето.
Вторият закон на Нютон въвежда и величината маса, изразяваща инертността на обектите – тяхната склонност да запазват състоянието си на покой или на праволинейно движение с постоянна скорост. Ускорението, предизвиквано от една и съща сила върху обекти с различна маса също е различно – обект с два пъти по-голяма маса от друг обект би се ускорил два пъти по-малко от него под въздействието на една и съща сила.
Емпиричните изследвания показват, че инерционната маса от Втория закон на Нютон съвпада по стойност с гравитационната маса, друга величина, въведена от закона за всеобщото привличане и описваща размера на гравитационното взаимодействие между телата. Класическата механика не дава теоретично обяснение на това съвпадение, което обаче е използвано от създадената по-късно обща теория на относителността.

### Енергия и работа
Поведението на механичните системи може да се описва и чрез величините енергия и работа. Ако постоянна сила F е приложена върху материална точка, извършваща преместване Δr, работата, извършена от силата се определя като скаларно произведение на векторите на силата и на преместването:
{\displaystyle W=\mathbf {F} \cdot \Delta \mathbf {r} \,.}
По-обобщено, ако силата се изменя като функция на положението при преместването на материалната точка от r1 до r2 по траектория C, извършената работа върху материалната точка се получава като криволинеен интеграл:
{\displaystyle W=\int _{C}\mathbf {F} (\mathbf {r} )\cdot \mathrm {d} \mathbf {r} \,.}
Когато работата, извършена при придвижването на материалната точка от r1 до r2 е една и съща, независимо от траекторията на движението, силата се нарича консервативна. Такава сила е гравитационната, както и силата, създавана от идеална пружина, описвана чрез закона на Хук. Пример за неконсервативна сила е силата на триене.
Кинетичната енергия Ek на материална точка с маса m, движеща се със скорост v, се дефинира като:
{\displaystyle E_{\mathrm {k} }={\tfrac {1}{2}}mv^{2}\,.}
За по-сложни обекти, съставени от множество материални точки, кинетичната енергия на съставния обект е равна на сбора от кинетичните енергии на съставляващите го материални точки.
Връзката между работа и кинетична енергия се нарича теорема за кинетичната енергия. Приложена върху отделна материална точка тя гласи, че за материална точка с постоянна маса m общата работа W, извършена върху точката при придвижването ѝ от положение r1 до положение r2, е равна на промяната в кинетичната енергия Ek на материалната точка:
{\displaystyle W=\Delta E_{\mathrm {k} }=E_{\mathrm {k_{2}} }-E_{\mathrm {k_{1}} }={\tfrac {1}{2}}m\left(v_{2}^{\,2}-v_{1}^{\,2}\right).}
Консервативните сили могат да бъдат представени като градиент на скаларна функция, наричана потенциална енергия и означавана с Ep:
{\displaystyle \mathbf {F} =-\mathbf {\nabla } E_{\mathrm {p} }\,.}
Когато всички сили, действащи върху дадена материална точка, са консервативни и Ep е пълната потенциална енергия, получена като сбор на потенциалните енергии, съответстващи на всяка сила:
{\displaystyle \mathbf {F} \cdot \Delta \mathbf {r} =-\mathbf {\nabla } E_{\mathrm {p} }\cdot \Delta \mathbf {r} =-\Delta E_{\mathrm {p} }\,.}
В този случай намалението на потенциалната енергия е равна на увеличението на кинетичната енергия:
{\displaystyle -\Delta E_{\mathrm {p} }=\Delta E_{\mathrm {k} }\Rightarrow \Delta (E_{\mathrm {k} }+E_{\mathrm {p} })=0\,.}
Следствие от тази зависимост, известно като закон за запазване на механичната енергия, е постоянната стойност на сбора на кинетичната и потенциалната енергия в системи, в които действат само консервативни сили:
{\displaystyle \sum E=E_{\mathrm {k} }+E_{\mathrm {p} }\,,}

### Отвъд законите на Нютон
Класическата механика описва и по-сложни системи, разширявайки законите на Нютон до обекти, които не могат да се представят като материална точка. Това става, като обектите се разглеждат като системи от взаимодействащи си материални точки. Пример за този подход са законите за движение на Ойлер, описващи движението на твърди тела. Концепции като ъглова скорост, ъглово ускорение и момента на импулса дават възможност за прилагане на класическата механика и при неедноизмерно движение, използвайки същия математически апарат. Друго разширение на Нютоновите закони е формулата на Циолковски, описваща движението на обект с променлива маса.
Наред с Нютоновата формулировка на класическата механика, в теорията се използват и две други алтернативни формулировки – Лагранжовата и Хамилтоновата механика. И двата варианта, както и други съвременни формулировки, обикновено избягват концепцията за сила, описвайки други физични величини, като енергия, скорост и импулс, за да описват механичните системи в обобщени координати. Тези системи са чисто математически преформулирания на Нютоновата механика, които дават еквивалентни резултати, но дават възможност за по-лесно решаване на задачи в сложни механични системи. По своята форма Хамилтоновата механика се доближава и до системата, използвана в квантовата механика.

## Основни закони

### Закони на Нютон
Първият закон на Нютон, наричан още закон за инерцията гласи следното: „Всяко тяло запазва състоянието си на покой или на равномерно и праволинейно движение докато не му въздейства външна сила“. Втория закон на Нютон гласи че „ сумарната сила, действаща на дадено тяло е право пропорционална на масата на тялото и на неговото ускорение, с други думи е равна на произведението на масата и ускорението“ (F = m.a). Ако ускорението е равно на нула, резултантната сила е нула, но това не означава, че на тялото не действат никакви сили. Третият закон на Нютон се дефинира като „Всяка сила има противосила със същата големина и обратна посока“, с други думи всички сили идват по двойки, когато говорим за действие-противодействие между две тела.

### Закон за запазване на енергията
Законът за запазване на енергията е основен закон във физиката и гласи: „Механичната енергия на затворена система, в която действат само консервативни вътрешни сили, не се изменя с течение на времето“. Енергията не може да бъде създавана или унищожавана. Пълната механична енергия на затворена механична система от тела, между които действат само консервативни сили остава постоянна, т.е. не се мени с времето. Ако в една затворена система освен консервативни, действат и неконсервативни сили, например сила на триене, тогава пълната механична енергия не се запазва.

### Закон за запазване на масата
Законът за запазване масата на веществата е открит от Михаил Ломоносов през 1748 година и след това формулиран през 1789 година от Антоан Лавоазие. Той гласи, че масата на веществата, които участват в една химична реакция е равна на масата на продуктите на тази реакция. При физични процеси, които са съпроводени с разпад или синтез на физични структури, общата маса не се съхранява. С други думи в съвременната физика този закон се разглежда като частен и ограничен случай на закона за запазване на енергията и не се изпълнява винаги.

### Закон за запазване на импулса
Законът за запазване на импулса утвърждава, че сумата от импулсите на всички тела или частици в една затворена система е постоянна величина, с други думи константа. Законът за запазване на импулса е директно следствие от законите на Нютон, с помощта на които може да се покаже, че при движение във вакуум импулса се съхранява във времето, а скоростта на изменението му се определя от сумата на приложените сили. Законът за запазване на импулса описва една от основните симетрии – еднородността на пространството.